# Дагестанский тур
Дагестанский тур, или восточнокавказский тур, или восточнокавказский козёл (лат. Capra cylindricornis) — парнокопытное млекопитающее из рода горных козлов.

## Внешний вид
Восточнокавказский тур внешне напоминает западнокавказского. У него сопоставимое массивное телосложение и примерно одинаковая величина. Различия заключаются лишь в более короткой бородке у восточнокавказского вида, а также в более длинных рогах. У восточнокавказского тура они не описывают полукруг, а закручены в спираль и чем-то напоминают пиренейского козла. Рога у самцов достигают длину 1 м и впечатляют прежде всего благодаря своему большому диаметру. Рога самок намного меньше, достигая лишь 30 см. Длина тела самцов восточнокавказских туров составляет 130—150 см, высота в плечах 79—98 см, вес — 55—100 кг. Самки достигают высоту в плечах 65—70 см и вес 45—55 кг. Зимняя шерсть как правило разных оттенков от тёмно-коричневого до орехового цвета, а летняя шерсть значительно светлее с красноватым отливом. Нижняя сторона всегда слегка светлее верхней.

## Распространение
Ареалом вида является восточный Кавказ на территории России, Грузии и Азербайджана. Как и у западного сородича, популяции восточнокавказских туров начиная с XIX века значительно сократились. Причиной является неконтролируемая охота. В некоторых регионах, однако, численность этих животных благодаря эффективным защитным мерам смогла вновь увеличиться. Общая численность восточнокавказского тура согласно Красной книге МСОП составляет около 10 тысяч особей, подвид (рассматривается МСОП как вид Capra cylindricornis) оценивается как «близкий к угрожаемому» (near threatened).

## Поведение
Восточнокавказские туры обитают на скалистых склонах гор на высоте от 800 до 4200 м над уровнем моря. Там они встречаются как на лугах, так и на каменистых поверхностях, а также в лесистой местности. Как и все горные козлы они отлично умеют лазать. В летнее время они как правило встречаются в более высоких местностях, чем в зимнее. Осенью эти животные мигрируют приблизительно на 1500—2000 м вниз. В отличие от зимы, когда восточнокавказские туры охотно проводят время на открытых, залитых солнцем склонах, летом они предпочитают более тенистые места. Их пища состоит из трав и листьев, последние большее значение имеют зимой, чем летом, когда основная роль приходится на травы.
Восточнокавказские туры время от времени образуют крупные стада, иногда наблюдались скопления нескольких сотен особей. Более стабильные малые группы, из которых образуются крупные стада, состоят как правило из 10—12 животных. В брачный период, приходящийся на ноябрь—январь, самцы-одиночки наведываются в такие группы к самкам. Между самцами дело доходит до яростных поединков за право спариваться с самками. Последние по истечении 150-дневной беременности рождают на свет по одному, изредка по два детёныша.

## Галерея

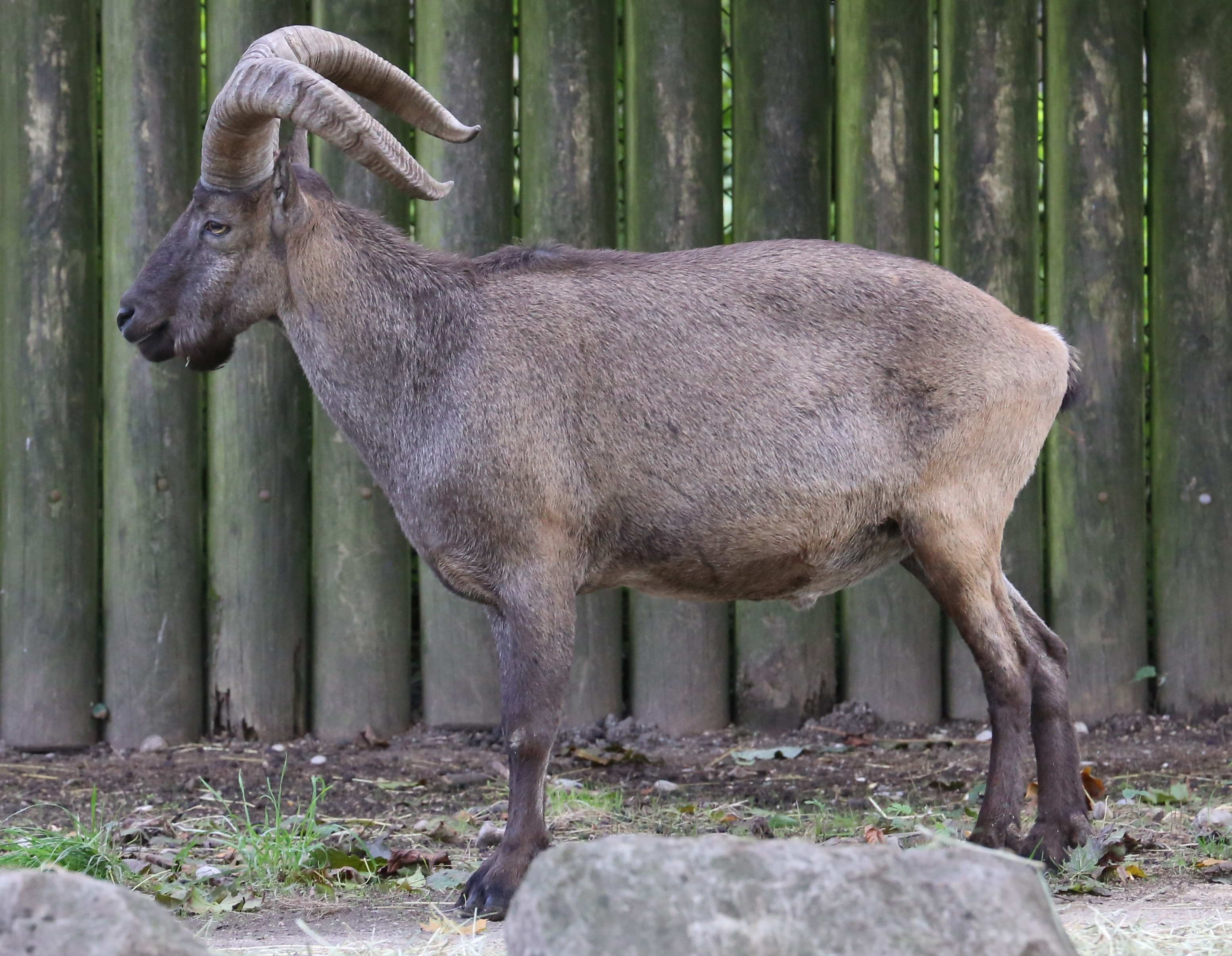
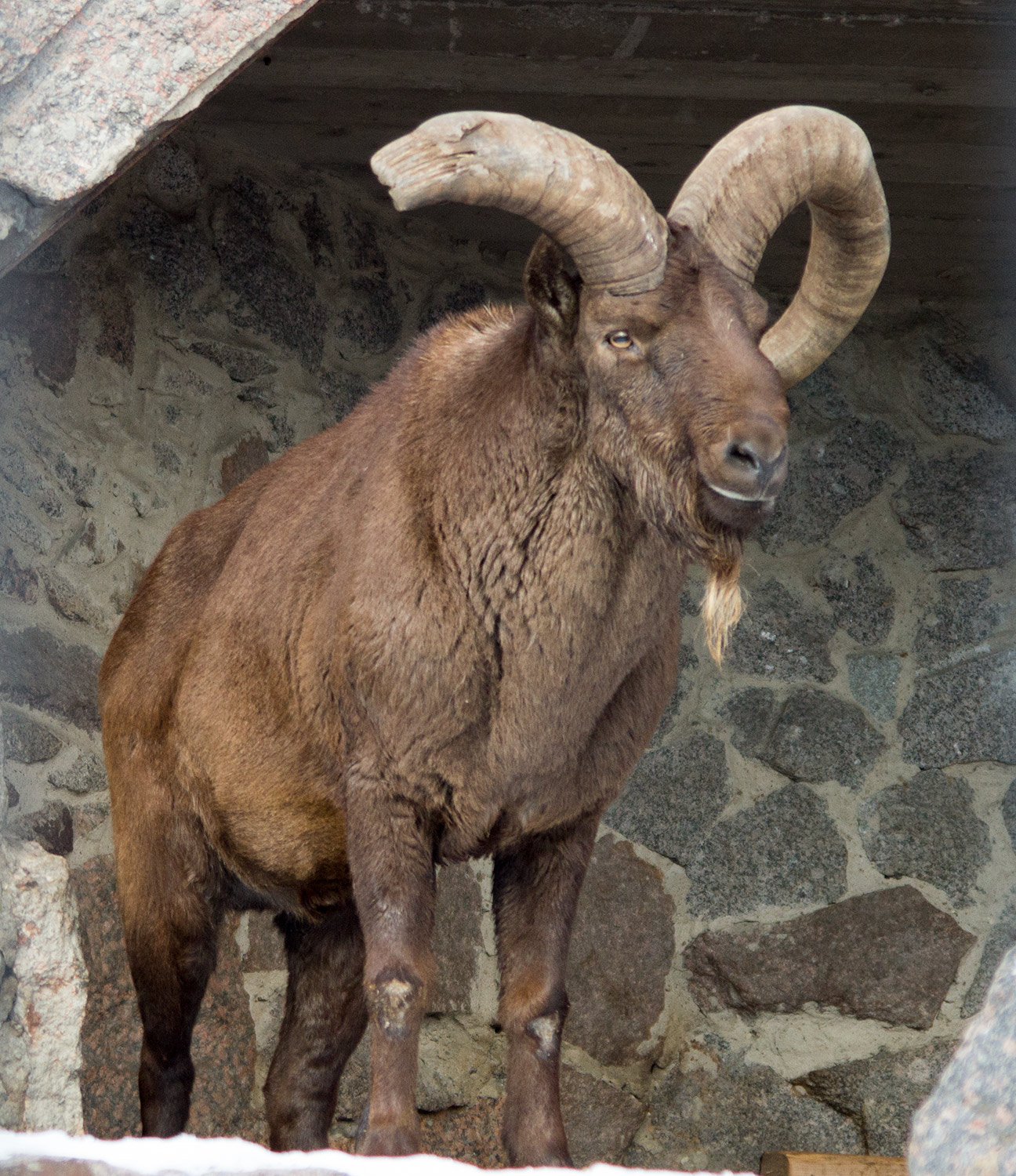
Дагестанский тур в Московском зоопарке
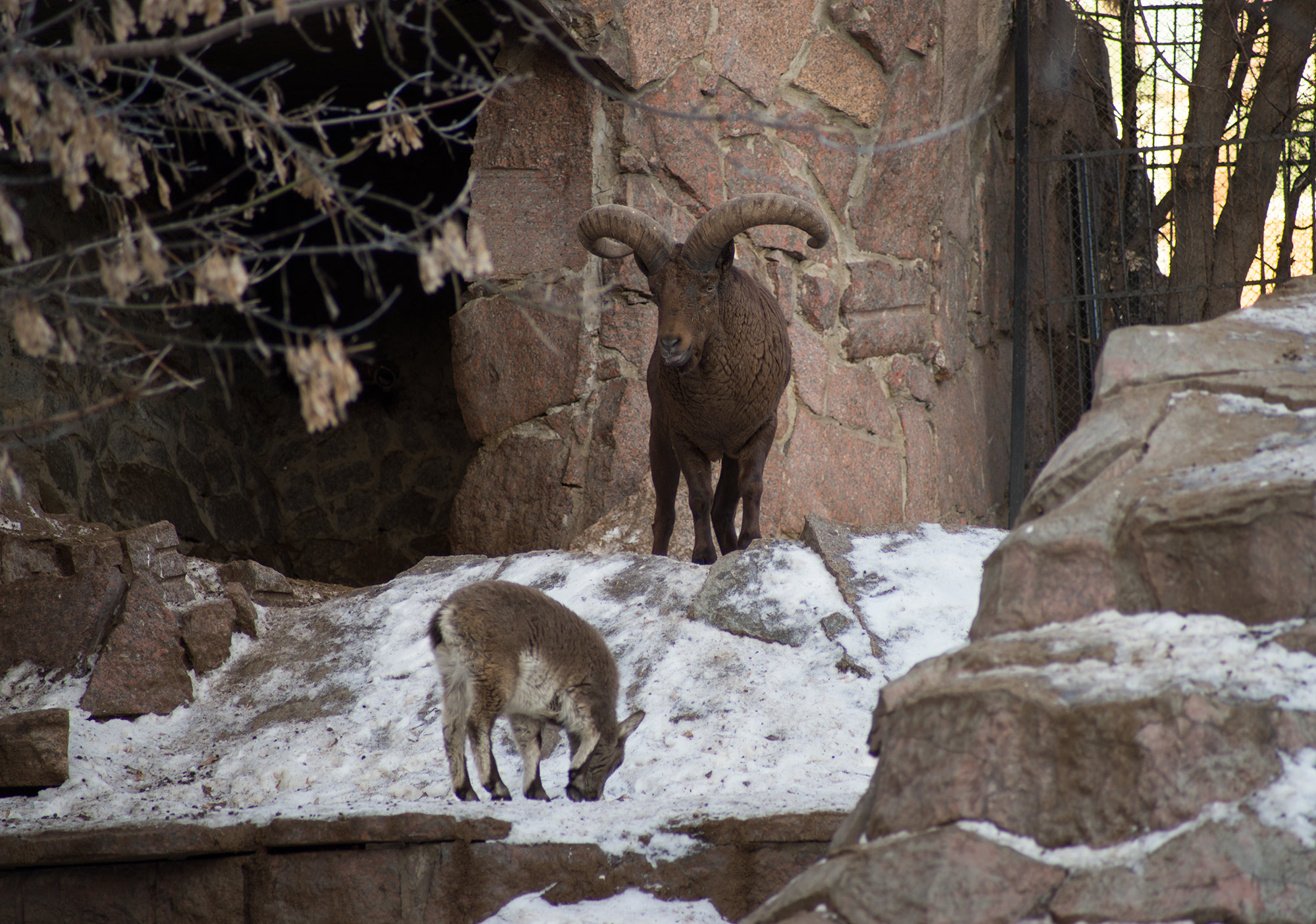
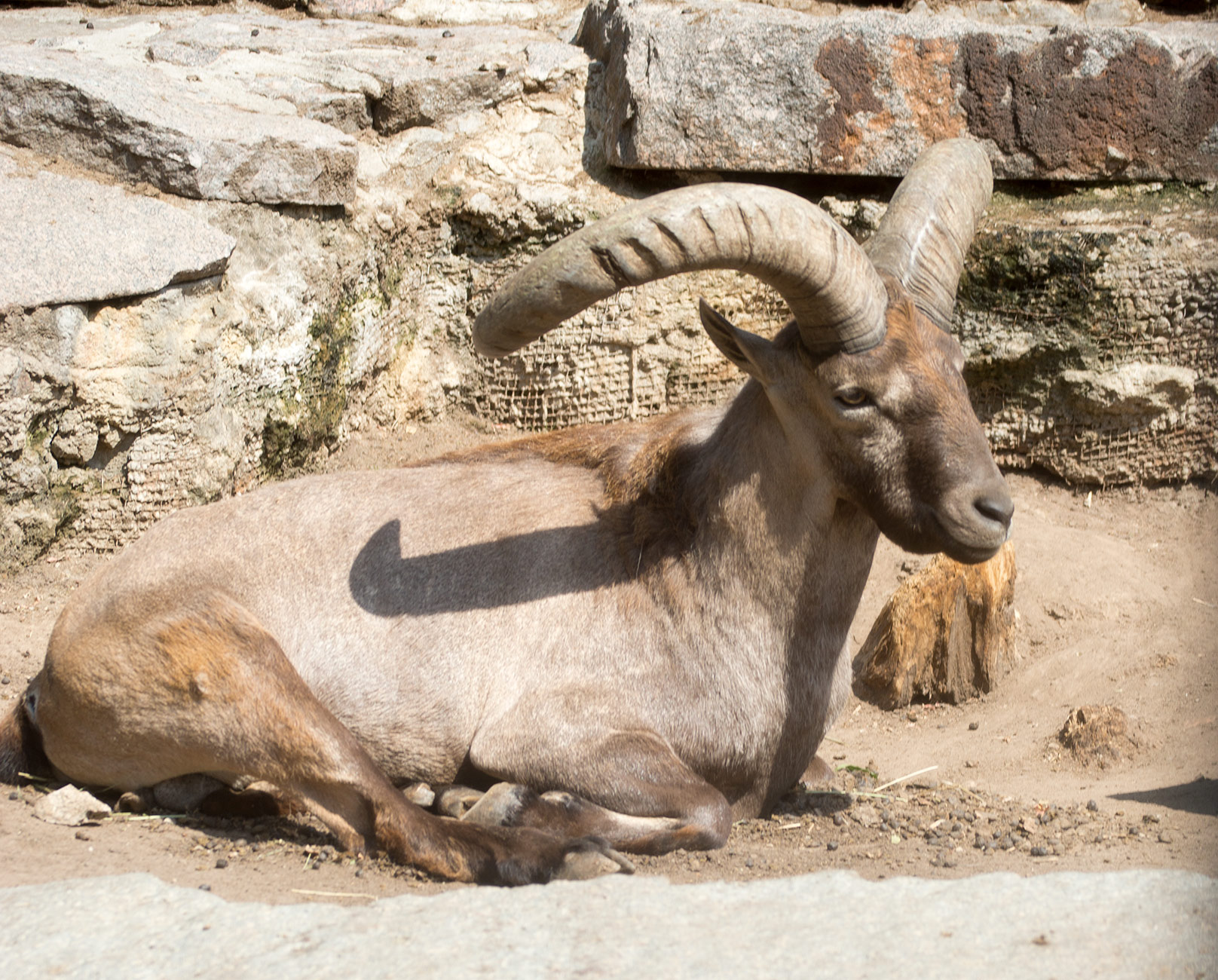
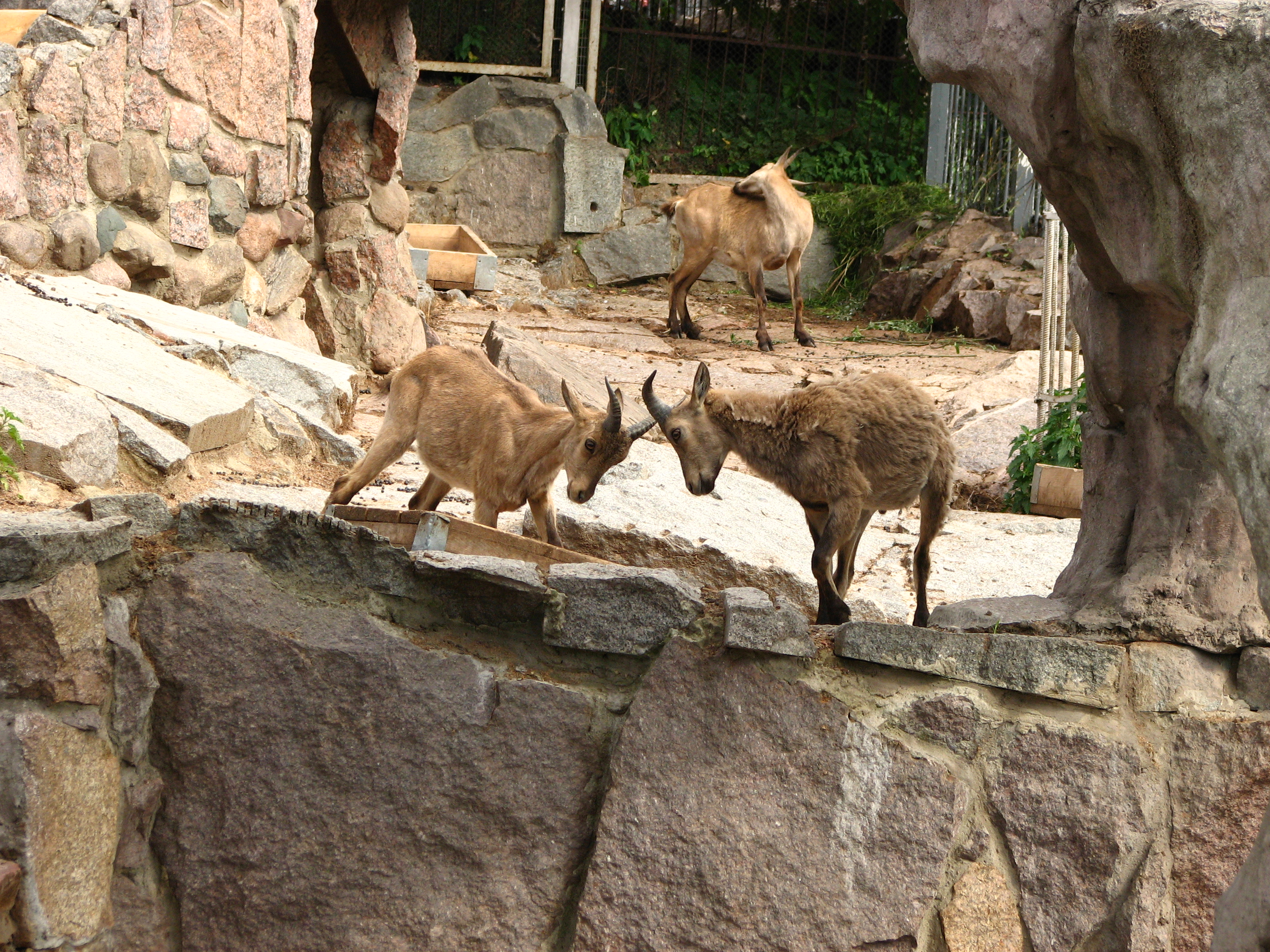
Поединок молодых особей